# Gruyere, Victoria
Gruyere är en del av en befolkad plats i Australien.   Den ligger i regionen Yarra Ranges och delstaten Victoria, i den sydöstra delen av landet, 400 km sydväst om huvudstaden Canberra. Gruyere ligger 135 meter över havet och antalet invånare är 696.